# Beiersdorf AG
Beiersdorf AG és una companyia alemanya de béns de consum que cotitza a la borsa de valors. Beiersdorf AG està especialitzada en productes de cura personal. La seva seu està situada a Hamburg, Alemanya, al districte d'Eimsbüttel. Des del 22 de desembre de 2008, Beiesdorf és una de les empreses que formen part de l'índex borsari DAX, substituint Continental AG.

## Marques
Les principals marques comercialitzades per Beiersdorf són:
- Nivea
- Eucerin
- Hansaplast
- Labello
- 8x4
- Atrix
- Elastoplast
- Florena
- La Prairie

## Controvèrsia
El 2017, Nivea va presentar un nou eslògan que deia «El blanc és puresa», però van decidir retirar-lo després de les greus crítiques que li trobaven una connotació racista.
El 2019 es va produir el trencament de l'acord comercial entre Nivea i la seva agència de publicitat "FCB&FiRe" en rebutjar una campanya publicitària de caràcter LGTBI acompanyat d'un comentari homòfob d'un alt executiu de Nivea que va dir: "Nosaltres no fem coses per a gais".

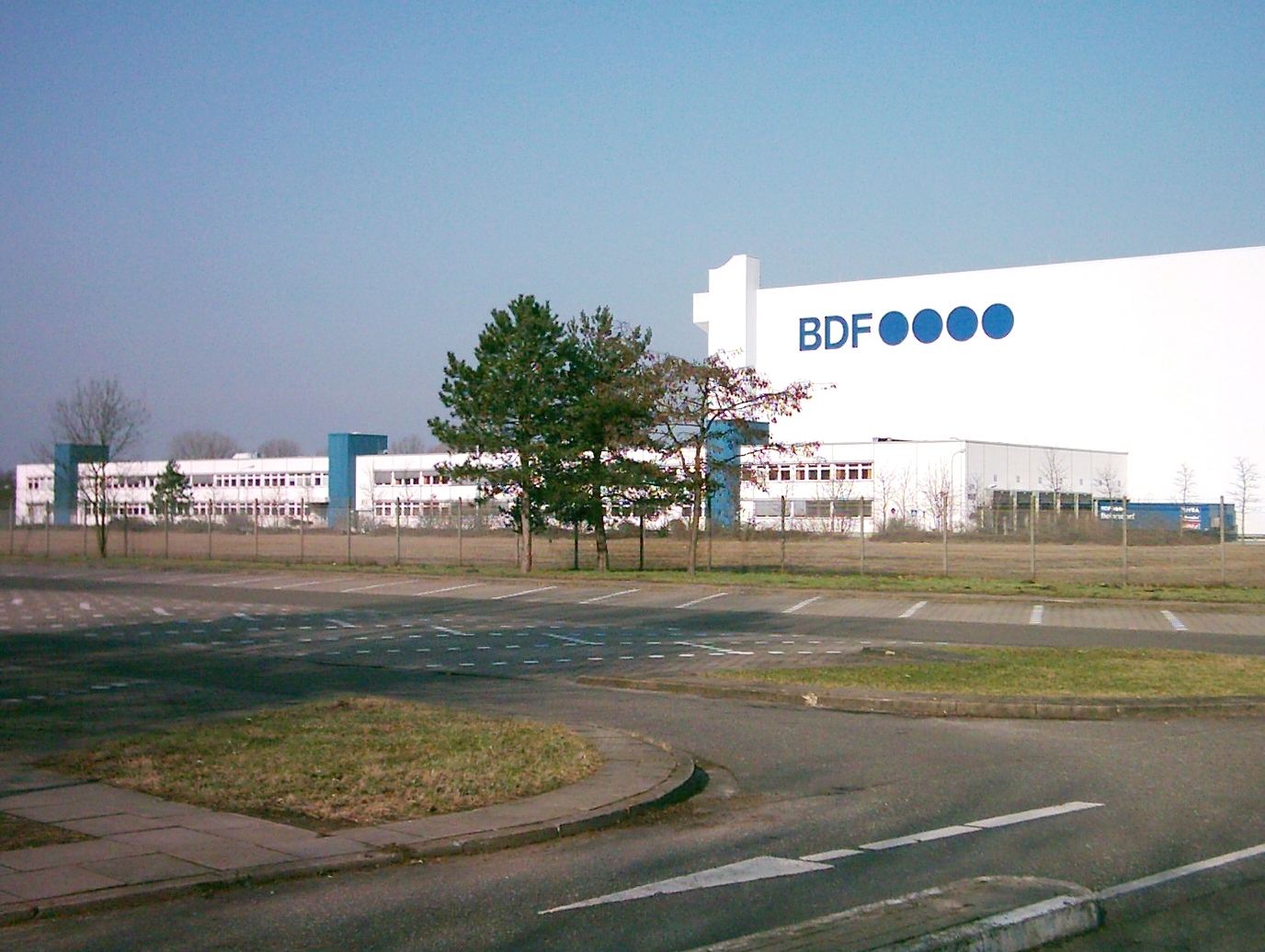
Seu de Beiesdorf AG a Hamburg.